# Ilocani
Gli ilocani (filippino: mga Ilokano) costituiscono la quarta etnia filippina più grande. Si riferiscono a sé colloquialmente come i samtoy, dalla frase ilocana sao mi ditoy che vuole dire ‘dalla nostra lingua’. Sono originari di Ilocos, nel nord dell'isola di Luzon.